# W. J. Gruffydd
W. J. Gruffydd est un écrivain et universitaire gallois né le 14 février 1881 à Bethel (en) et mort le 29 septembre 1954 à Caernarfon.

## Biographie

### Origines
William John Gruffydd naît le 14 février 1881 à Bethel (en), un village de la paroisse de Llanddeiniolen, dans le Caernarvonshire. Il est le fils d'un carrier, John Griffith. Il est scolarisé à l'école élémentaire de Bethel, puis à la county school de Caernarfon, avant d'entreprendre des études supérieures en littérature anglaise au Jesus College de l'université d'Oxford. Il développe à l'adolescence une passion pour la poésie galloise.

### Carrière universitaire
Ayant décroché son diplôme en 1903, il commence à enseigner brièvement à Scarborough, puis pendant deux ans à la grammar school de Beaumaris. Il obtient en 1906 un poste de lecteur au département des langues celtiques du University College de Cardiff.
En 1915, il s'engage dans la Royal Navy Volunteer Reserve et passe la majeure partie de la Première Guerre mondiale sur le front du Moyen-Orient, dans le golfe Persique. Après son retour à la vie civile, il succède à Thomas Powel (en) comme professeur de langues celtiques à Cardiff, un poste qu'il occupe jusqu'à sa retraite en 1946.
Son domaine de spécialité est l'histoire de la littérature galloise. Il publie notamment deux ouvrages sur les Quatre Branches du Mabinogi, Math vab Mathonwy (1928) et Rhiannon (1953), qui font date dans l'étude de ce texte. Il édite également plusieurs anthologies de poésie galloise du Moyen Âge au vingtième siècle.

### Carrière littéraire
Gruffydd s'illustre dans plusieurs genres littéraires, aussi bien en vers qu'en prose. Il écrit principalement de la poésie dans sa jeunesse, publiant dès 1900 un recueil avec son ami R. Silyn Roberts (en) intitulé Telynegion. En 1909, il remporte la couronne du barde (en) à l'eisteddfod national pour son poème Yr Arglwydd Rhys, sur le prince médiéval Rhys ap Gruffydd. Il se détache progressivement de ses influences romantiques dans ses vers plus tardifs.
Parmi ses œuvres en prose, les plus notables sont Hen Atgofion, une compilation d'articles d'inspiration autobiographique rassemblée en 1936, et une biographie d'O. M. Edwards (en) parue l'année suivante. Il contribue par ailleurs à la diffusion de la littérature galloise en dirigeant la revue trimestrielle Y Llenor de 1922 à 1951.

### Carrière politique
En 1943, le député libéral Ernest Evans (en), qui représente la circonscription composée des étudiants de l'université du pays de Galles depuis 1924, est nommé juge, ce qui l'oblige à abandonner son siège à la Chambre des communes. Lors de l'élection partielle (en) qui s'ensuit, Gruffydd est élu sous l'étiquette libérale contre Saunders Lewis du Plaid Cymru. Il reste député jusqu'à l'abolition de toutes les circonscriptions universitaires du Royaume-Uni, en 1950.

### Vie privée
W. J. Gruffydd se marie le 16 août 1909 avec Gwenda Evans, fille d'un prêtre méthodiste calviniste d'Abercarn. Ils ont un fils.
Sa santé décline à partir de la Seconde Guerre mondiale, ce qui l'incite à prendre sa retraite universitaire en 1946. Il reçoit plusieurs honneurs dans les dernières années de sa vie, comme la médaille d'or de la Honourable Society of Cymmrodorion (en) ou des doctorats honoris causa de l'université de Rennes (1946) et de l'université du pays de Galles (1947). Il meurt chez lui, à Caernarfon, le 29 septembre 1954, à l'âge de soixante-treize ans, et il est enterré au cimetière de Llanddeiniolen.

## Œuvres

### Poésie
- 1900 : Telynegion (avec R. Silyn Roberts (en))
- 1906 : Caneuon a Cherddi
- 1923 : Ynys yr Hud a chaneuon eraill
- 1932 : Caniadau

### Théâtre
- 1913 : Beddau'r Proffwydi
- 1914 : Dyrchafiad arall i Gymro
- 1928 : Dros y Dŵr

### Non-fiction
- 1922 : Llenyddiaeth Cymru o 1450 hyd 1600
- 1926 : Llenyddiaeth Cymru, Rhyddiaith o 1540 hyd 1660
- 1928 : Math vab Mathonwy
- 1937 : Owen Morgan Edwards: Cofiant (biographie de O. M. Edwards (en))
- 1939 : Ceiriog
- 1942 : Islwyn
- 1953 : Rhiannon

### Comme éditeur
- 1907 : Cywyddau Goronwy Owen (recueil de poèmes de Goronwy Owen (en))
- 1909 : Y Flodeugerdd Newydd (anthologie de poèmes médiévaux)
- 1920 : Blodeuglwm o Englynion (anthologie de poèmes)
- 1929 : Perl mewn Adfyd (pamphlet religieux traduit de l'anglais par Huw Lewys (cy))
- 1931 : Y Flodeugerdd Gymraeg (anthologie de poèmes)